# B.Delta25
B.Delta25 bezeichnet einen Massengutfrachtschiffstyp.

## Geschichte
Von dem Schiffstyp wurden vier Einheiten auf der chinesischen Werft Guangzhou Wenchong Shipyard in Guangzhou gebaut. Die Schiffe wurden 2012 bestellt und ab 2013 gebaut. Sie werden von der Reederei Seaboard Overseas betrieben.
Der Schiffstyp wurde vom finnischen Schiffsarchitekturbüro Deltamarin in Turku entworfen. Der Typ B.Delta25 ist der kleinste der von Deltamarin entworfenen B.Delta-Serie.

## Beschreibung
Die Schiffe werden von einem Zweitakt-Fünfzylinder-Dieselmotor des Motorenherstellers MAN (Typ: 5S45ME B8.2) mit 4950 kW Leistung angetrieben. Der Motor wirkt auf einem Festpropeller. Für die Stromerzeugung stehen drei Dieselgeneratoren mit 674 kW Leistung (843 kVA Scheinleistung) zur Verfügung. Als Notgenerator wurde ein Dieselgenerator mit 120 kW Leistung (150 kVA Scheinleistung) verbaut.
Die Schiffe verfügen über fünf mit Faltlukendeckeln verschlossene Laderäume. Die Kapazität der Räume beträgt 38.924 m³ für Schüttgüter bzw. 31.684 m³ für Stückgüter. Zwischen den Laderäumen befindet sich jeweils ein mittschiffs angeordneter Kran mit 30 t Hebekapazität. Die Krane können jeweils zwei der Luken bedienen.
Die Decksaufbauten befinden sich im hinteren Bereich der Schiffe. Hinter dem Deckshaus befindet sich auf der Backbordseite ein Freifallrettungsboot.

## Schiffe
| B.Delta25        | B.Delta25 | B.Delta25  | B.Delta25                                      |
| Bauname          | Baunummer | IMO-Nummer | Kiellegung Stapellauf Fertigstellung           |
| ---------------- | --------- | ---------- | ---------------------------------------------- |
| African HHB      | GWS440    | 9666429    | 16. Januar 2014 4. Juni 2014 9. November 2015  |
| African Kalmia   | GWS441    | 9666431    | 15. Januar 2016                                |
| African Lily     | GWS442    | 9666443    | 18. Juni 2014 28. September 2014 29. Juni 2015 |
| African Magnolia | GWS443    | 9666455    | 24. April 2014 16. November 2014 31. März 2016 |

Die Schiffe fahren unter der Flagge Liberias. Heimathafen ist Monrovia.